# 중구·영도구 (1973년 선거구)
중구·영도구는 대한민국의 옛 국회의원 선거구이다. 당시 부산시 중구와 영도구 지역을 관할했다.

## 역사
제9대 국회의원 선거를 앞두고 중구 선거구와 영도구 선거구가 통합하면서 신설되었다.
제11대 국회의원 선거를 앞두고 서구·동구 선거구에서 동구 지역을 받아오면서 중구·동구·영도구 선거구로 새롭게 개편되면서 폐지되었다.

## 역대 국회의원
| 선거   | 정당 | 정당   | 1위 의원 | 정당 | 정당       | 2위 의원 |
| ------ | ---- | ------ | -------- | ---- | ---------- | -------- |
| 1973년 |      | 신민당 | 김상진   |      | 민주공화당 | 신기석   |
| 1978년 |      | 무소속 | 예춘호   |      | 신민당     | 김상진   |

## 역대 선거 결과

### 대한민국 제9대 국회의원 선거
|  | 41.83% |

|  | 25.95% |

|  | 23.26% |

|  | 8.93% |

### 대한민국 제10대 국회의원 선거
|  | 31.19% |

|  | 28.87% |

|  | 23.20% |

|  | 6.09% |

|  | 3.82% |

|  | 1.87% |

|  | 1.50% |

|  | 1.07% |

|  | 0.92% |

|  | 0.82% |

|  | 0.59% |